# Малостранська (станція метро)
50°05′27″ пн. ш. 14°24′33″ сх. д. / 50.09083° пн. ш. 14.40917° сх. д.
«Малостранська» (чеськ. Malostranská) — станція лінії A празького метрополітену, розташована між станціями «Градчанська» і Староместська. Станція відкрита 12 серпня 1978 на ділянці Дейвіцька" (Ленінова) — "Наместі Миру.
На будівництво станції в 1973—1978 роках витратили 248 млн чехословацьких крон. Вестибюль станції вбудовано у Валдштейнський палац.

## Опис
Пілонна трисклепінна станція глибокого закладення (глибина закладення — 32 м), з однією прямою острівною платформою. Станція без колійного розвитку. Склепіння станції оздоблено плитками з анодованого алюмінію кольору «шампанського в поєднанні з темно-зеленим».
Вестибюль прикрашено бароковою структурою Матіаша Брауна «Надія» в стилі бароко. Решітка при вході у вестибюль прикрашена гербами Малостранських будинків.

## Вихід в місто
Станція «Малостранська» має один вихід на вулицю Кларов (чеськ. Klárov), та до мосту Манеса (чеськ. Mánesův most), де знаходиться важлива зупинка трамваїв. Біля входу до станції знаходиться маленький парк площею 80 м². Другий вихід неможливо побудувати, бо річка Влтава протікає занадто близько над станцією.

## Галерея

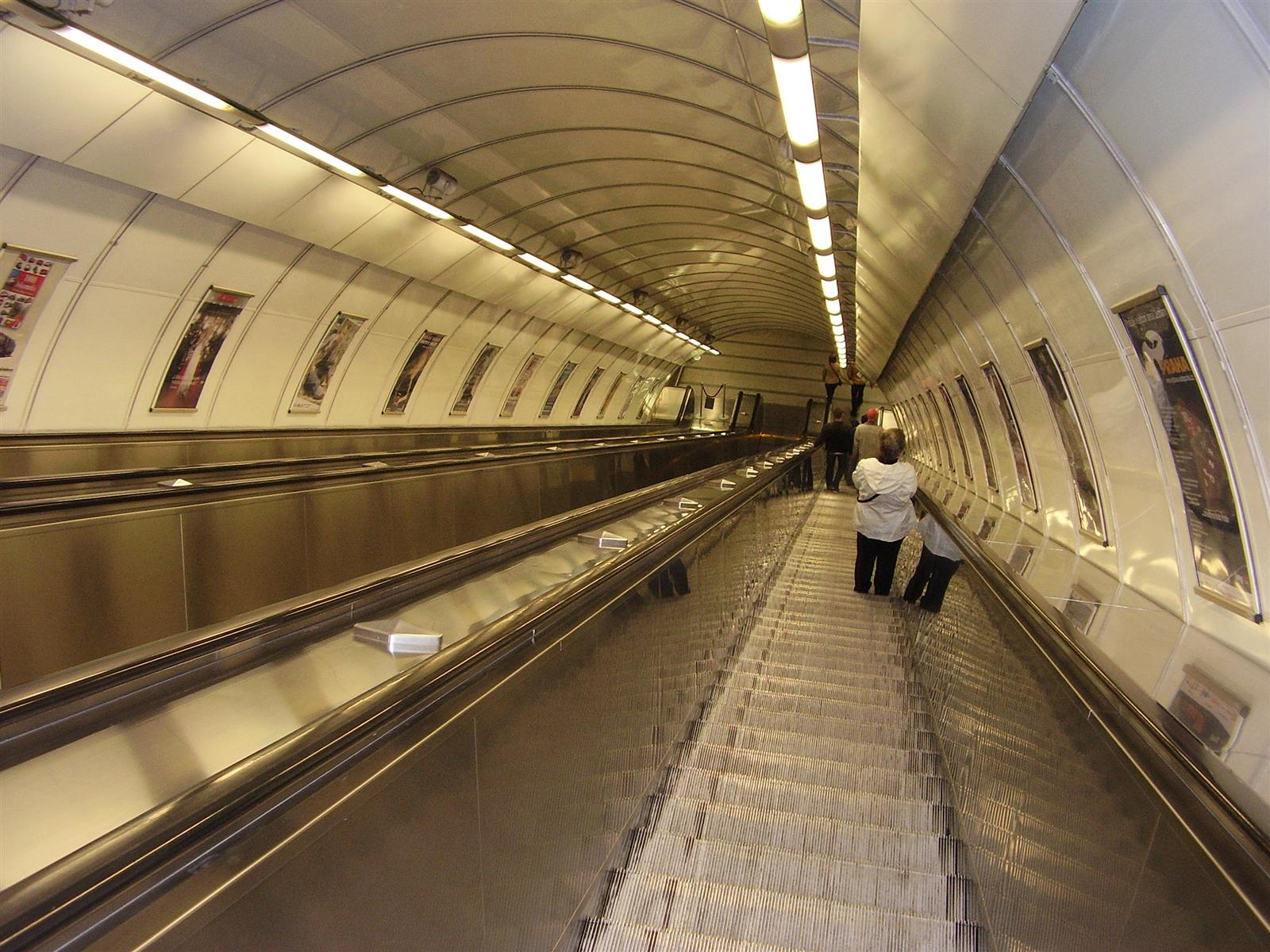
Ескалатор станції
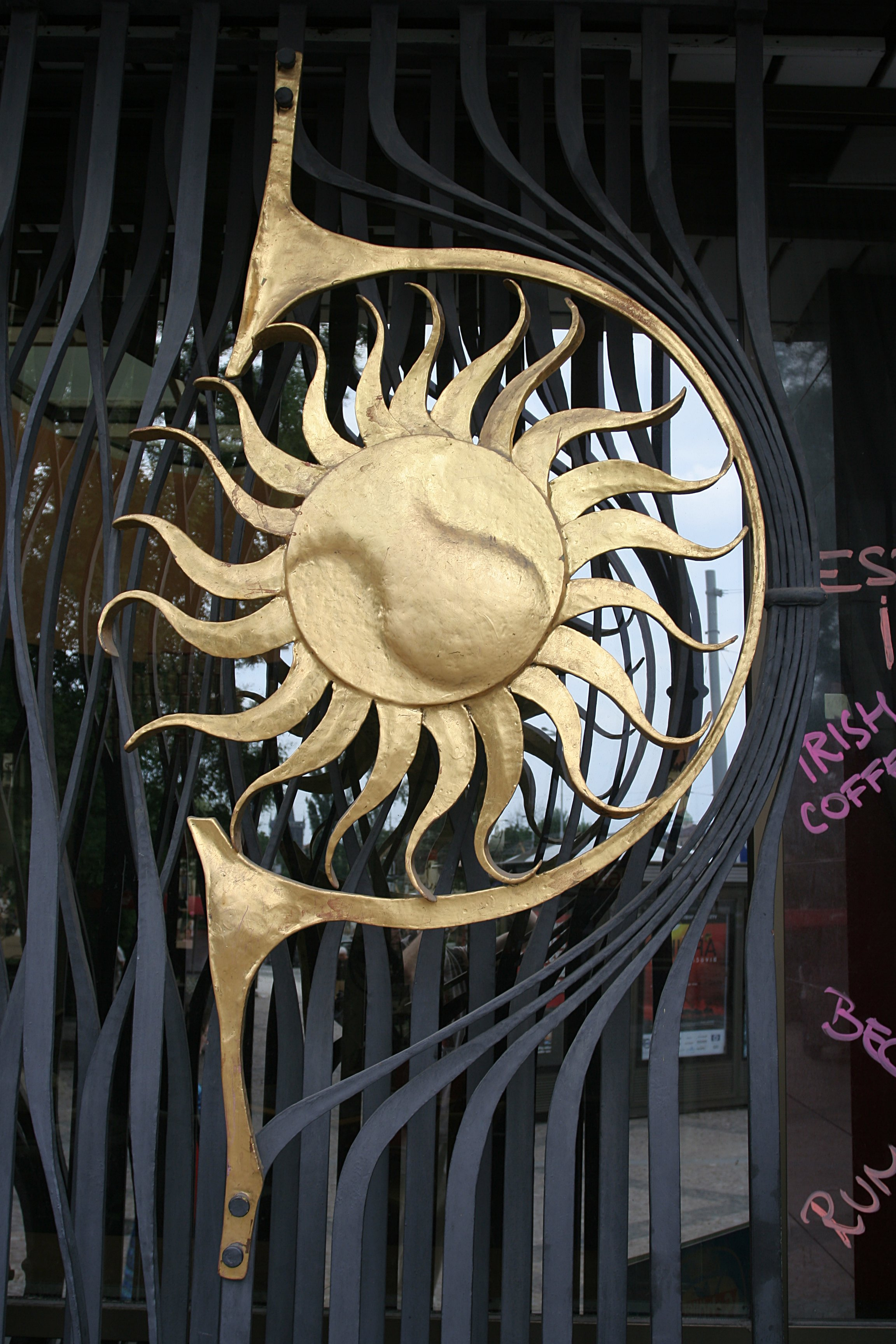
Деталі орнаменту
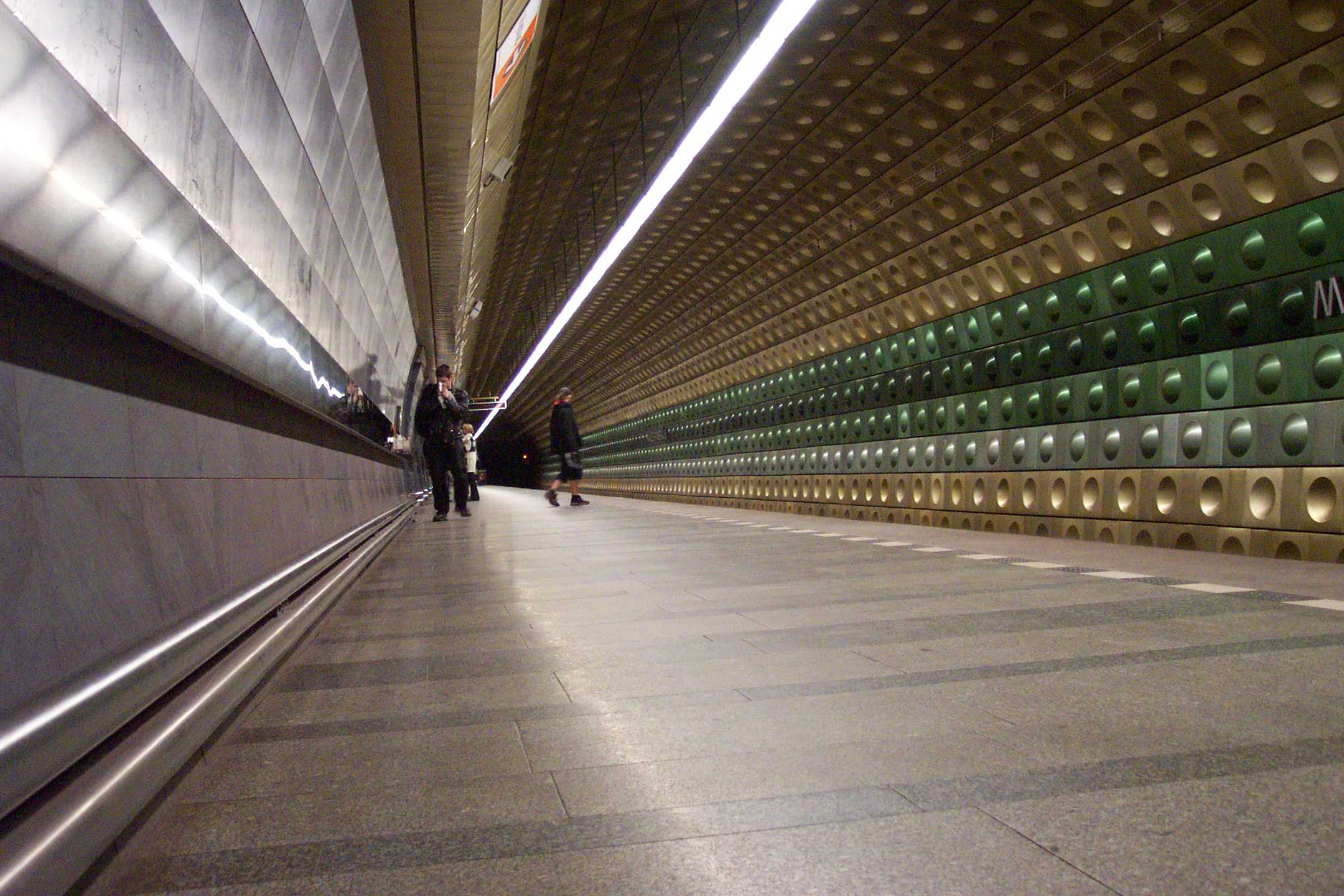
Перон станції
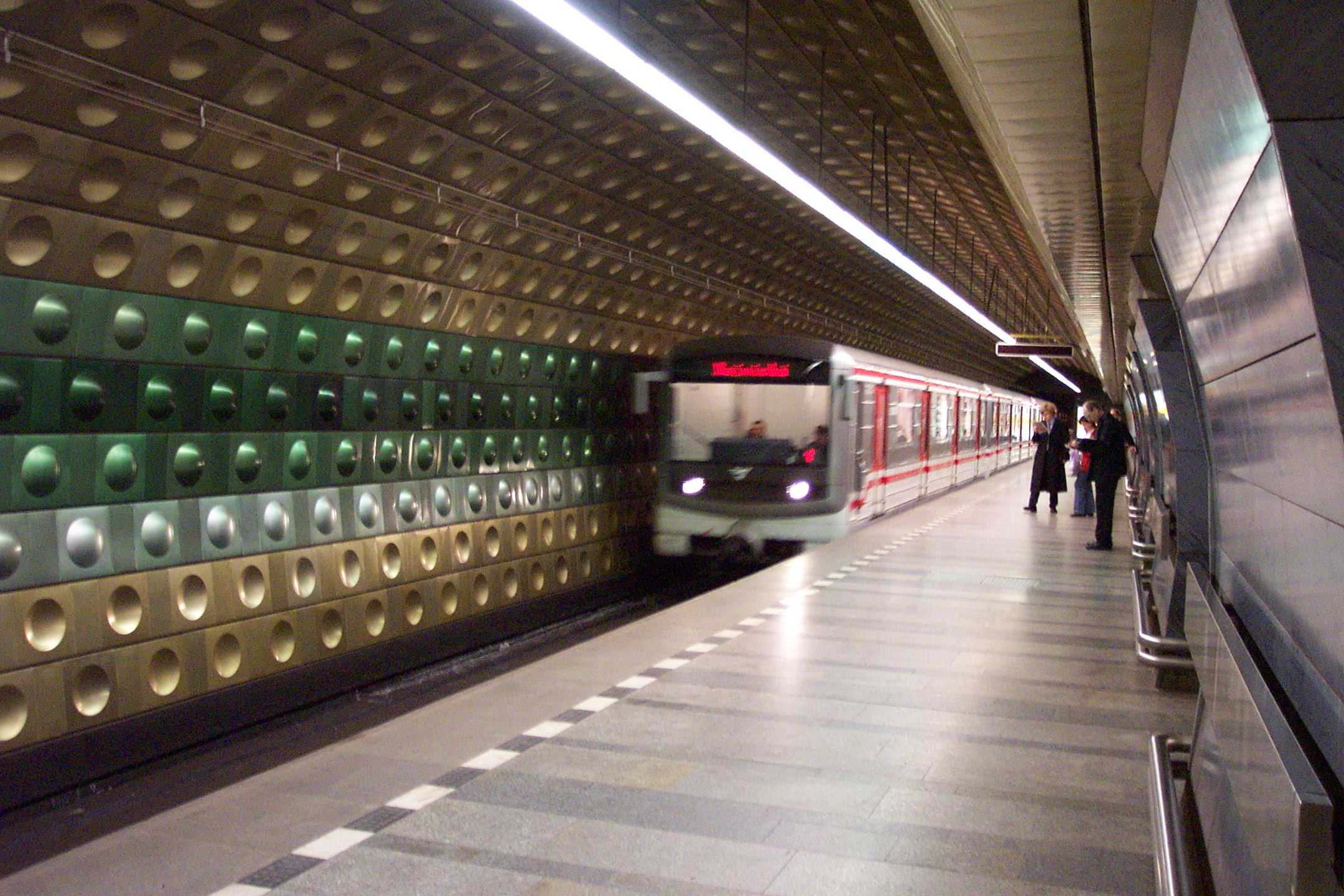
Потяг на станції
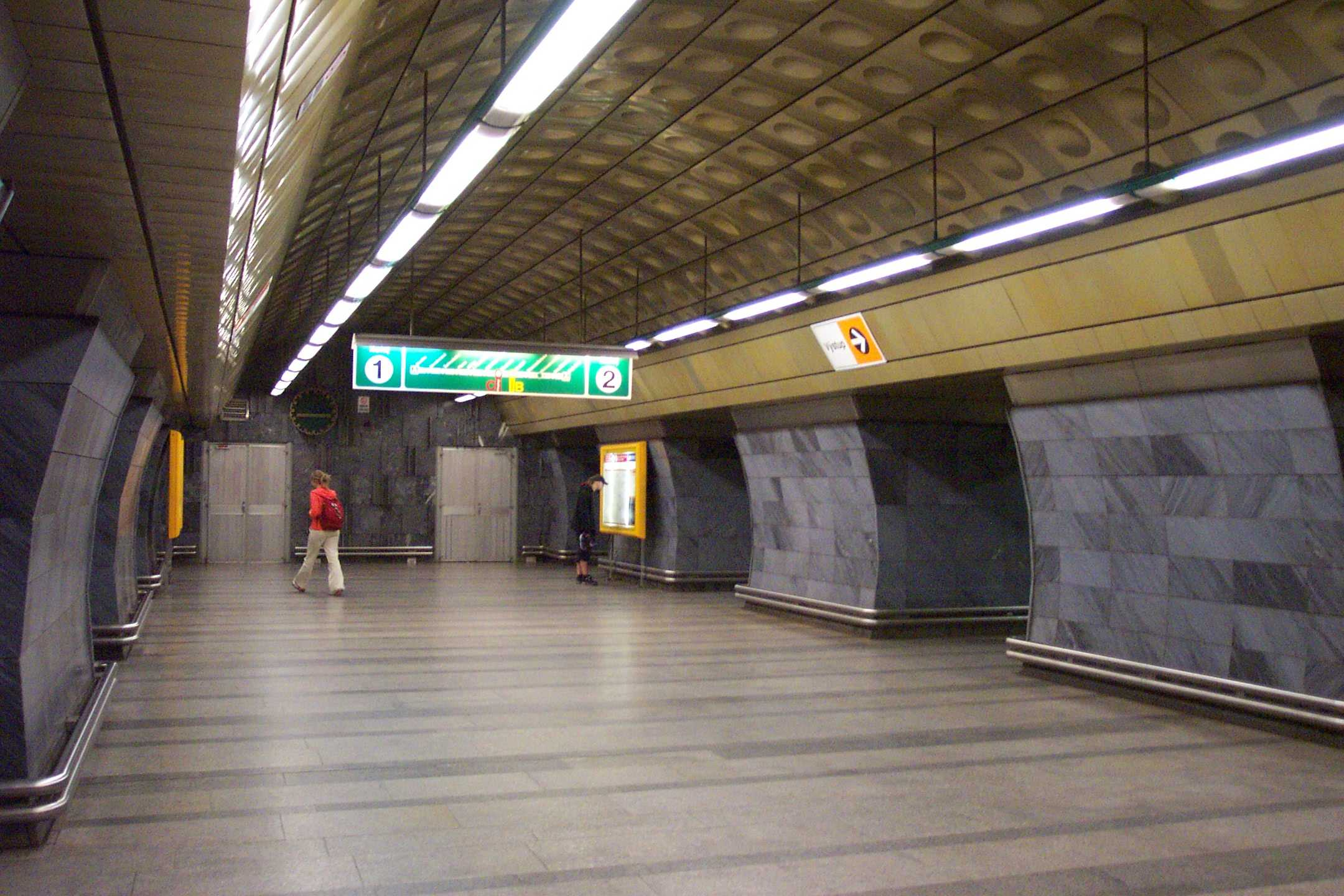
Вестібюль станції